# Portomarín
Portomarín är en kommun i Spanien. Den ligger i provinsen Lugo i den autonoma regionen Galicien i den nordvästra delen av landet, 400 km nordväst om huvudstaden Madrid. Antalet invånare är 1 286 (2024).
Portomarín ligger vid sjön Embalse de Belesar.